# Ivaeny
Ivaeny (auch Naeny) ist ein Verwaltungsbezirk (Ward) des Distrikts Siha in der tansanischen Region Kilimandscharo.

## Geografie
Ivaeny liegt im Nordosten von Tansania etwa 30 Kilometer Luftlinie nordwestlich der Regionshauptstadt Moshi am südlichen Abhang des Shira. Der Süden liegt in rund 1100 Meter Seehöhe, nach Nordosten steigt das Gebiet auf 3200 Meter bis knapp unter den Kraterrand des Shira an.
Der Bezirk grenzt im Nordwesten an Livishi, im Osten an Masama Mashariki und Masama Magharibi des Distrikts Hai und im Südwesten an Kirua. Bei der Volkszählung 2022 lebten 3611 Menschen in 1024 Haushalten auf einer Fläche von 15 Quadratkilometern.

## Gliederung
Der Bezirk besteht aus vier Gemeinden (Mtaa) mit neun Orten (Kitongoji):
| Wanri - Wanri Kati - Bwang'u | Mae - Mae Kati - Madukani | Kishisha - Isuhuny - Oringa | Mae Juu - Lomate - Mainga - Isabilonyi |

## Wirtschaft und Infrastruktur
- Bildung: Im Bezirk liegen zwei staatliche weiterführende Schulen.[8] Die Kishisha Secondary School[9] bietet eine Ausbildung bis zur 4. Stufe und die Oshara Secondary School bis zur 6. Stufe an.[10]
- Gesundheit: Das Kibong'oto National TB Hospital ist ein nationales spezialisiertes Krankenhaus.[11] Es wurde 1926 als Sanatorium gegründet und ist seit 1956 nationales Tuberkulosekrankenhaus.[12]
- Straße: Die wichtigste Straßenverbindung ist eine asphaltierte Landesstraße, die nach Süden zur Nationalstraße T2 führt, und den Bezirk mit Arusha und Moshi verbindet.[13]